# Seweryn Szrajer
 (janvier 2021).
Seweryn Szrajer né le 14 octobre 1899 à Chełm et mort le 21 juillet 1947 à Paris est un peintre polonais.

## Biographie
Szmeil Szrajer est le fils d'Abraham Szrajer et Matla Szmajier.
Il épouse Saloméa Nadel.
Il réside Rue Miguel-Hidalgo à Paris où il meurt le 21 juillet 1947 à l'âge de 47 ans.